# Cyrtopogon basingeri
Cyrtopogon basingeri là một loài ruồi trong họ Asilidae. Cyrtopogon basingeri được Wilcox & Martin miêu tả năm 1936. Loài này phân bố ở vùng Tân Bắc giới.